# サンタレン (ブラジル)
サンタレン（Santarém [sɐ̃taˈɾẽj]）は、ブラジル北部のパラー州の都市。人口は30万6480人（2020年）。アマゾン川に面する港湾都市である。州内第3の都市。

## 概要
サンタレンは、タパジョース川とアマゾン川の合流地点にある。この地はかつてインディオの1部族であるタパジョース族の本拠地であった。その後、ポルトガルからの移民が1661年6月22日にここに街を作り、ポルトガル本国のサンタレンの街から名を取って同じ名をこの街につけた。サンタレンの町にはローマ・カトリックの司教座が置かれている。サンタレンにあるマエストロ・ウィルソン・フォンセカ空港は、アマゾン地域の交通の重要拠点であると同時に、国内各地に定期便が就航している。また、アマゾン川をさかのぼる定期客船はすべてこの町に寄港する。
サンタレンはアマゾン河口のベレンと中流域のマナウスの中間地点に位置し、アマゾン下流域で重要な地域市場の中心地である。市の経済は農業、牧畜、鉱業を主な産業としている。サンタレンは、ゴム採集、コーヒー、金鉱などで数回のブームの盛衰を経験してきた。現在では、この周辺では大豆栽培がさかんになりつつある。パラー州は巨大すぎるため、州を東西に分割する案が提唱されており、この案で誕生する西部新州はタパジョース州と呼ばれ、サンタレンを州都とすることになっている。
サンタレンはタパジョース川がアマゾン川に注ぎこむ地点に位置し、やや温かく濃い青色のタパジョス川の水と、アンデス山脈からの土砂を多量に含むため茶色のアマゾン川の水が混ざり合うことなく数キロに渡って町の前を流れていく光景は多くの観光客をひきつける。アマゾン川はアンデスから東に大量の堆積物をもたらす。この現象は、地元民に「水の会合」と呼ばれている。また、サンタレンからタパジョース川を30kmほどさかのぼったところにあるアウテール・ド・ションは美しいビーチとして知られ、観光の中心となっている。アウテール・ド・ションには車で30分かけていくか、ボートで1時間で行くことができる。